# Um
Um je aspekt intelekta i svijesti doživljen kao kombinacija misli, percepcije, pamćenja, emocija, volje i mašte, uključujući i sve nesvjesne kognitivne procese. Um manifestira subjektivno kao tok svijesti.
Teorije uma i njegove funkcije su brojni. Najstarije zabilježene špekulacije su one od Zaratustre, Bude, Platona, Aristotela, Adi Shankara i ostalih drevnih grčkih, indijskih i, kasnije, islamskih filozofa. 
Predznanstvene teorije utemeljene na teologiji koncentriraju se na pretpostavljeni odnos između uma i duše, naše nadnaravne, božanske ili Bogom dane biti. 
Koji atributi čine um je često raspravljana tema. Neki tvrde da se samo višim intelektualnim funkcijama koristimo um, posebice razum i pamćenje. U tom pogledu emocija-ljubavi, mržnje, straha, radosti, više primitivne ili subjektivne prirode, treba promatrati kao različite od uma kao takvog. Drugi tvrde da razna racionalna i emocionalna stanja ne mogu biti odvojeni, tako, da su iste naravi i porijekla, i stoga bi trebalo uzeti u obzir dio onoga što zovemo um. 
Danas riječ um koristimo često kao sinonim za misao: privatni razgovor s nama koji vodimo "unutar naše glave." Tako smo "predomisli naš um". Jedna od ključnih osobina uma u tom smislu je da je to privatna sfera na koje nitko osim vlasnika ima pristup. Nitko drugi ne može "poznavati naš um". Oni samo mogu interpretirati ono što smo svjesno ili nesvjesno napravili.

## Aspekti uma

### Misao
Misao je mentalni proces koji omogućuje pojedincima da prilagode svijet, i tako se nose s time djelotvorno u skladu sa svojim ciljevima, planovima, krajevima i željama. Riječ koja se odnosi na slične pojmove i postupke je spoznaja, ideja i mašta. Razmišljanje uključuje cerebralne manipulacije te informacije, kao kad smo obliku koncepta, sudjelovanja u rješavanju problema, razmišljanja i donošenja odluka. Razmišljanje je viša kognitivna funkcija, i analiza procesa razmišljanja je dio kognitivne psihologije.

### Pamćenje
Pamćenje je sposobnost organizma za pohranu, zadržavanje, a naknadno korištenje informacija. Iako je tradicijsko proučavanje memorije počelo u domenama filozofije, koncem devetnaestog i početkom dvadesetog stoljeća memoriju je uvrštena unutar paradigme kognitivne psihologije. U posljednjih nekoliko desetljeća, to je postao jedan od glavnih stupova novih grana znanosti, zove se kognitivna neuroznanost, mješavina između kognitivne psihologije i neuroznanosti.

### Mašta
Mašta je prihvaćena kao urođene sposobnosti i proces izmišljanja djelomične ili potpune osobne sfere uma, dolazi iz osjećaja percepcije podjeljenog svijeta. Pojam je tehnički korišten u psihologiji za proces oživljavanja u umu percepcije objekata ranije dane. Budući da je ova upotreba pojma sukobljava s običnim jezikom, neki psiholozi su je opisatli kao "slikanje" ili "slika" ili se govori o tome kako je "reproduktivna" za razliku od "produktivne" ili "konstruktivne" mašte. Zamišljene slike se vidi s "Umnim Okom". Jedna hipoteza za evoluciju ljudske mašte je ta da su svjesna bića za rješavanje problema koristili mentalne simulacije.

### Svijest kod sisavaca
Svijest kod sisavaca (ovo uključuje ljude) je aspekt uma koji obuhvaća svojstva kao što subjektivnost, osjećaj i sposobnost da se uočiti odnos između sebe i okoline. To je predmet mnogih istraživanja u filozofiji uma, psihologije, neuroznanosti, kognitivne znanosti. Neki filozofi dijele svijest u fenomenalne svijesti, koje su same subjektivna iskustva, svijesti i pristupa, koji se odnosi na globalnu dostupnost informacija sustavima obrade podataka u mozgu. Fenomenalna svijest ima mnogo različitih iskusnih kvaliteta, koje se često nazivaju qualia. Fenomenalna svijest je obično svijest o nečemu.

### Mozak
U mozgu životinja, je središte za kontrolu središnjeg živčanog sustava, odgovoran za razmišljanje. Kod većine životinja, mozak se nalazi u glavi, zaštićen je lubanjom i blizu je primarni senzorni aparat vida, sluha, okusa i njuha. Iako svi kralježnjaci imaju mozak, većina beskralježnjaka, ima bilo centralizirani mozak ili zbirke pojedinih ganglija. Primitivne životinje kao što su spužve nemaju mozak uopće. Mozak može biti izrazito složen. Na primjer, ljudski mozak sadrži više od 100 milijarda neurona, svaki povezan s čak 10.000 drugih.

### Mentalno zdravlje
Po analogiji zdravlja tijela, može se metaforički govoriti o zdravstvenom stanju uma, odnosno mentalnog zdravlja. Merriam-Webster (rječnik) definira mentalno zdravlje kao "Emocionalno i psihološko stanje u kojem je pojedinac u stanju koristiti svoj kognitivne i emocionalne sposobnosti, funkcija u društvu, te zadovoljiti običnim zahtjevima svakodnevnog života." Prema podacima Svjetske zdravstvene organizacije, ne postoji niti jedna "službena" definicija mentalnog zdravlja. Kulturne razlike, subjektivne procjene, te profesionalne teorije sve utječu na to kako se "mentalno zdravlje" definira. Općenito, većina se stručnjaka slaže da "mentalno zdravlje" i "duševne bolesti" nisu suprotnosti. Drugim riječima, nepostojanje mentalnog poremećaja nije nužno pokazatelj mentalnog zdravlja. 
Jedan od načina da mislite o mentalnom zdravlju je gledanje kako učinkovito i uspješno osoba funkcionira. Osjećaj sposobnosti i kompetencije, biti u mogućnosti podnositi normalne razine stresa, održavati zadovoljavajući odnos, i voditi nezavisni život, i da ste u mogućnosti "izdići se", ili se oporaviti od teške situacije, znakovi su mentalnog zdravlja. 
Psihoterapija je unutar-osobna, relacijska intervencija koju koriste obučeni psihoterapeuti za pomoć klijentima u problemima života. To obično uključuje i povećanje individualnog osjećja blagostanja i smanjenog subjektivnog neugodnog iskustva. Psihoterapeuti koriste spektar tehnika koje se temelje na iskustvenim izgradnjama odnosa, dijaloga, komunikacija i ponašanja promjene i koje su dizajniranirane za poboljšanje mentalnog zdravlja klijenta,  pacijenta ili poboljšanja odnosa skupine (kao što je obitelj). Većina oblika psihoterapije koristiti samo razgovor, iako neke koriste i razne druge oblike komunikacije poput pisane riječi, umjetnosti, drame, narativne priče. Psihoterapija se pojavljuje unutar strukturiranog susreta između obučenih terapeuta i klijenta. Svrhovita, teoretski utemeljena psihoterapija započela je u 19. stoljeću sa psihoanalizom, od tada, na desetine drugi h pristupa su razvijeni i dalje se nastavljaju stvarati.

### Socijalna psihologija i grupno ponašanje
Socijalna psihologija je znanost o tome kako socijalne prilike ugrožavaju ljude. Znanstvenici su u ovom području općenito bilo psiholozi ili sociolozi. Socijalni psiholozi koji su obučeni u psihologiji imaju tendenciju da se usredotoče na pojedince ili manje skupine kao jedinica studija; sociolozi imaju tendenciju favoriziranja i proučavanja većih grupa i veće društvene jedinice kao što su društva, iako postoje iznimke tih općih kretanja u oba polja. Unatoč sličnosti, discipline se također razlikuju u svojim ciljevima, kod pristupa, metoda i terminologije. Također koriste odvojene znanstvene časopise i društva. Ovo je također poznato kao pod-svijest uma.
Kao i biofizika i kognitivne znanosti, socijalna psihologija je interdisciplinarno područje. Najveće razdoblje suradnje između sociologa i psihologa je tijekom godina neposredno nakon Drugog svjetskog rata (Sewell, 1989). Premda je znatno povećana izolacija i specijalizacija posljednjih nekoliko godina, neki stupanjevi preklapanja i utjecaja ostaju između dvije discipline.

### Umjetna inteligencija
U 1950. Alan M. Turing objavljuje "Računanje strojeva i inteligencije", u kojem je predložio da strojevi mogu biti testirani na obavještajnim podatcima pitanja i odgovora. Ovaj proces se sada zove Turingov test. Pojam Umjetna inteligencija (UI, engl. AI) prvi je upotrijebio John McCarthy, koji smatra da to znaći "znanost i inženjerstvo izrade inteligentnih strojeva".  Ono također može značiti inteligencija kao i izložiti umjetno (umjetno, ne- prirodno, proizvedeno). Umjetna inteligencija se nalazi u preklapanjima područja računalne znanosti, psihologije, neuroznanosti i inženjeringa, bavljnje inteligentnim ponašanjem, učenjem i prilagodbama i najčešće razvijenim korištenjem prilagođenih strojeva ili računala. 
Istraživanjem se umjetne inteligencije bavi proizvodnjom strojeva za automatizaciju zadataka koji zahtijevaju inteligentno ponašanje. Primjeri uključuju upravljanje, planiranje i raspoređivanje, sposobnost za odgovoriti na dijagnostička i potrošačka pitanja, rukopise, prirodnoe jezike, govor i prepoznavanje lica. Kao takva, istraživanja UI je također postala dio inženjerske discipline, usmjerena na pružanje rješenja za probleme u stvarnom životu, znanje rudarstva, softverske aplikacije, igre strategije kao što su računalni šah i razne vojne videoigre. Jedna od najvećih poteškoća s umjetnom inteligencijom je razumijevanje. Mnogi uređaji su stvoreni da mogu učiniti nevjerojatne stvari, no kritičari tvrde da umjetna inteligencija nikada neće moći zamijeniti ljude. 
Rasprava o prirodi uma je relevantna za razvoj umjetne inteligencije. Ako je um uistinu odvojena stvar od, funkcioniranja mozga, onda teoretski bi bilo mnogo teže ... ponovno stroju, ako je uopće moguće. Ako, s druge strane, je um ne više od agregiranih funkcija mozga, onda će to biti moguće, stvoriti stroj s prepoznatljivim umom.

### Vjerska perspektiva
Razne religijske tradicije su doprinijeli jedinstvenoj perspektivi o prirodi uma. U mnogim tradicijama, naročito mistične tradicije, prevladavanje ega se smatra dostojnim duhovnim ciljem. 
Judaizam uči da "moach shalit al halev", um upravlja srcem. Ljudi mogu pristupiti Božanskoj intelektualnosti, kroz učenje i ponašanje u skladu s božanskom voljom kao enclothed u Tori, i koristiti duboko razumijevanje i logiku da se izazove emocionalna uzbuđenost i vodič za vrijeme molitve. Kršćanstvo je težilo vidjeti um za razliku od duše (grčki nous), a ponekad i dalje razlikovati od duha. Zapadna alternativna područja tradicije, negdje se odnosi na mentalno tijelo koje postoji na sferi, osim fizičke. 
Hinduizam je različite filozofske škole, raspravljaju jesu li ljudske duše (Atman sanskrt) različito je od, inače identično, Brahman, božanske stvarnosti. 
Budizam je pokušao prekinuti s takvim metafizičkim spekulacijama, a koju je postavio da se zapravo ne razlikuje stvar kao čovjek, koji se samo sastoji od pet agregata, ili skandha. Prema budističkom filozofu Dharmakirti, um je definiran kao "ono što je jasnoća i svijest"-gdje se  'jasnoća "odnosi na pustu prirodu uma i' svijest 'za djelovanje uma, naime da svaki um prizna objekt. Indijski filozof-mudrac Aurobindo Šri je pokušao ujediniti istočne i zapadne psihološke tradicije sa svojom integralnom psihologijom, kao što su mnogi filozofi i novi religijski pokreti.

### Neobične i alternativne perspektive
Prema parapsihološkoj udruzi, parapsihologija je znanstveno proučavanje određenih vrsta paranormalnih fenomena, ili pojava koje se čine paranormalnima. Izraz se temelji na grčkom para (pored / iza), psihi (duši / um), i logos (račun / objašnjenje), a “ skovao“  ju je psiholog Max Dessoir u ili prije 1889. Njezin prvi nastup bio je u članku Dessoir u lipnju 1889. njemačkog objavljivanja Sfingu.  J. B. Rhine kasnije popularizirao "parapsihologiju" kao zamjenu za raniji termin "psihički istraživanja", vrijeme promjene u metodologiji koja je donijela eksperimentalne metode za proučavanje psihičkih fenomena. 